# فؤاد المبزع
محمد فؤاد المبزع (15 يونيو 1933 - 23 أبريل 2025)، هو سياسي تونسي شغل منصب رئيس الجمهورية التونسية في 15 يناير 2011 بعد إعلان المجلس الدستوري التونسي شغور منصب رئيس الجمهورية بشكل نهائي حسب الفصل 57 من الدستور التونسي إثر مغادرة الرئيس السابق زين العابدين بن علي البلاد خلسةً إلى السعودية نتيجة الثورة الشعبية التونسية. شغل منصب رئيس مجلس النواب منذ 14 أكتوبر 1997. وتوفي يوم 23 أبريل 2025.

## حياته السياسية
أتم المبزع تعليمه الثانوي في المدرسة الصادقية ثم درس القانون والاقتصاد في باريس. عمل مديراً للأمن الوطني بين 1965 و 1967 وترأس بلدية تونس بين 1969 و 1973. عُيّن في 30 نوفمبر 1973 وزيراً للشباب والرياضة، ثم كُلّف في 13 سبتمبر 1978 بوزارة الصحة. في 7 نوفمبر 1979، كُلّف بحقيبتي الشؤون الثقافية والاتصال (الإعلام)، وبقي محافظا على الحقيبة الأولى إلى 2 جانفي 1981 والثانية إلى 3 ديسمبر 1980. عُيّن في 27 أكتوبر 1987 مرة أخرى وزيراً للشباب والرياضة في آخر حكومة لعهد بورقيبة. بقي في منصبه بعد حركة 7 نوفمبر 1987 التي قادها زين العابدين بن علي، واستمر فيه إلى 26 جويلية 1988 تاريخ تعويضه بعبد الحميد الشيخ. عمل كذلك بين 1981 و 1986 كمندوب تونس لدى الأمم المتحدة، وكسفير لتونس في المغرب بين 1986 و 1987، وترأس بلدية قرطاج بين 1995 و 1998. اُنتخب المبزع سنوات 1964، 1974، 1979، 1994، 1999، 2004 و 2009 كعضو في مجلس النواب الذي تولى رئاسته أثناء المدة النيابية التاسعة خلفا لحبيب بولعراس وأعيد انتخابه طوال المدة النيابية العاشرة  والحادية عشر. انتمى إلى للديوان السياسي للحزب الاشتراكي الدستوري بين 1974 و1981 وهو منذ 1997 عضو في الديوان السياسي للتجمع الدستوري الديمقراطي. حسب الفصل 57 من الدستور التونسي، يتولى المبزع بصفته رئيس مجلس النواب منصب رئاسة الجمهورية في حال شغورها بصفة مؤقتة لأجل أدناه 45 يوما وأقصاه 60 يوما. على المستوى الجمعياتي نشط المبزع في الاتحاد العام لطلبة تونس كما ترأس بين 1964 و 1965 الجامعة التونسية لكرة القدم، وكذلك ترأس جمعية قدماء الصادقية، و ترأس أيضا الغرفة الفتية الاقتصادية التونسية سنة 1962 حيث كان ثاني رئيس وطني لهذه المنظمة العالمية التي تأسست في تونس سنة 1961.

## توليه منصب الرئاسة مؤقتاً
قام الشاب محمد البوعزيزي يوم الجمعة 17 ديسمبر عام 2010 بإحراق نفسه تعبيراً عن غضبه على بطالته ومصادرة عربته التي يبيع عليها ومن ثم قيام شرطية بصفعه أمام الملأ، (توفي محمد البوعزيزي الثلاثاء 4 يناير 2011 نتيجة الحروق), مما أدى في اليوم التالي وهو يوم السبت 18 ديسمبر 2010 م لاندلاع شرارة المظاهرات وخروج آلاف التونسيين الرافضين لما اعتبروه أوضاع البطالة وعدم وجود العدالة الاجتماعية وتفاقم الفساد داخل النظام الحاكم.
تحولت هذه المظاهرات إلى ثورة شعبية شملت عدة مدن في تونس وأدت إلى سقوط العديد من القتلى والجرحى من المتظاهرين نتيجة تصادمهم مع قوات الأمن، وأجبرت الرئيس التونسي زين العابدين بن علي على إقالة عدد من الوزراء بينهم وزير الداخلية وتقديم وعود لمعالجة المشاكل التي نادى بحلها المتظاهرون، كما أعلن عزمه على عدم الترشح لانتخابات الرئاسة عام 2014 م.
لكن الانتفاضة الشعبية توسعت وازدادت شدتها حتى وصلت إلى المباني الحكومية مما أجبر الرئيس زين العابدين بن علي -الذي كان يحكم البلاد بقبضةٍ حديدية طيلة 23 سنة- على التنحي عن السلطة والهروب من البلاد خلسةً, حيث توجه أولاً إلى فرنسا التي رفضت استقباله خشية حدوث مظاهرات للتونسيين فيها، فلجأ إلى السعودية وذلك يوم الجمعة الـ 14 يناير 2011 م.
بعد هروب بن علي إلى السعودية في 14 يناير 2011 أعلن الوزير الأول محمد الغنوشي عن توليه أداء صلاحيات رئيس الجمهورية بصفة مؤقتة وذلك بسبب تعثر أداء الرئيس لمهامه وقتيا وذلك استناداً على الفصل 56 من الدستور التونسي والذي ينص على أن لرئيس الدولة أن يفوض الوزير الأول في حال عدم تمكنه من القيام بمهامه وقتيا، ويبقى في هذه الحالة محتفظا بمنصبه، غير أن المجلس الدستوري أعلن إنه بعد الإطلاع على الوثائق لم يكن هناك تفويض واضح يمكن الارتكاز عليه بتفويض الوزير الأول وإن الرئيس لم يستقل، وبما أن مغادرته حصلت في ظروف معروفة وبعد إعلان الطوارئ وبما أنه لا يستطيع القيام بما تلتزمه مهامه ما يعني الوصول لحالة العجز النهائي فعليه قرر اللجوء للفصل 57 من الدستور وإعلان شغور منصب الرئيس، وبناءً على ذلك أعلن في يوم السبت 15 يناير 2011 عن تولي رئيس مجلس النواب محمد فؤاد المبزع منصب رئيس الجمهورية بشكل مؤقت وذلك لحين إجراء انتخابات رئاسية مبكرة خلال فترة من 45 إلى 60 يومًا حسب ما نص عليه الدستور.
أصبح المبزع في 13 ديسمبر 2011 أول رئيس تونسي يسلم السلطة إلى خلفه محمد المنصف المرزوقي بسلمية ودون إنقلاب.

## وصلات خارجية
- محمد فؤاد المبزع يؤدي القسم كرئيسا مؤقتا لتونس الجريدة، 15 يناير 2011

| المناصب السياسية  | المناصب السياسية                                     | المناصب السياسية     |
| ----------------- | ---------------------------------------------------- | -------------------- |
| سبقه محمد الغنوشي | رئيس الجمهورية التونسية 15 يناير 2011–12 نوفمبر 2011 | تبعه المنصف المرزوقي |
| سبقه محمد يعلاوي  | وزير الثقافة (نوفمبر 1979 - جانفي 1981)              | تبعه البشير بن سلامة |